# Шнитгер, Ханс
Хенри Карел Виллем (Ханс) Шнитгер (нидерл. Henri Carel Willem (Hans) Schnitger, 5 августа 1915, Энсхеде, Нидерланды — 2 марта 2013, Делден, Нидерланды) — нидерландский хоккеист (хоккей на траве), нападающий. Бронзовый призёр летних Олимпийских игр 1936 года.

## Биография
Ханс Шнитгер родился 5 августа 1915 года в нидерландском городе Энсхеде.
С детских лет увлёкся хоккеем на траве. Играл за «Принсес Вилхелмина» из Энсхеде. Показал себя одарённым игроком и в 20 лет попал в сборную страны. 
В 1936 году вошёл в состав сборной Нидерландов по хоккею на траве на Олимпийских играх в Берлине и завоевал бронзовую медаль. Играл на позиции нападающего, провёл 5 матчей, забил 4 мяча (два в ворота сборной Бельгии, по одному — Франции и Швейцарии).
Дальнейшему развитию его спортивной карьеры помешала Вторая мировая война.
После завершения карьеры продолжал работать в хоккее. Был менеджером сборной Нидерландов на летних Олимпийских играх 1968 и 1972 годов. В 1973 году стал почётным членом Нидерландской федерации хоккея.
Умер 2 марта 2013 года в нидерландском городе Делден.
Умерший в 97 лет Шнитгер долгое время оставался со своим товарищем по хоккейной сборной Нидерландов Рене Спаренбергом единственными оставшимися в живых призёрами летних Олимпийских играх в Берлине от Нидерландов. После его смерти Спаренберг стал единственным в этой категории, а в мире осталось только 12 живых призёров летних Олимпийских игр 1936 года.